# Stenochora lancinalis
Stenochora lancinalis is een vlinder uit de familie grasmotten (Crambidae). De wetenschappelijke naam van deze soort is voor het eerst geldig gepubliceerd in 1854 door Guenée.
De soort komt voor in tropisch Afrika.